# Liste von Ausflugszielen und Sehenswürdigkeiten im Burgenlandkreis
Diese Liste soll einen thematischen Überblick über Ausflugsziele und Sehenswürdigkeiten der Region Burgenlandkreis bieten. Die Liste erhebt allerdings keinen Anspruch auf Vollständigkeit.

## Burgen und Schlösser
- Burg Etzoldshain
- Rudelsburg
- Schloss Neu-Augustusburg
- Schloss Burgwerben
- Schloss Moritzburg (Zeitz)
- Eckartsburg
- Schloss Steinburg mit Schlosspark und Teich, erbaut im 15. Jahrhundert.
- Wendelstein (Memleben)
- Schloss Droyßig
- Schloss Heuckewalde
- Burg Haynsburg
- Schloss Balgstädt
- Schloss Neuenburg (Freyburg)
- Schloss Goseck
- Burg Osterfeld
- Burg Schönburg

## Erholungsgebiete und Freizeitzentren
- Der Auensee mit Badestrand (Granschütz)

- Erholungspark Mondsee (Hohenmölsen)

## Religiöse Stätten
- Naumburger Dom
- Kloster Posa
- St. Petri (Hohenmölsen)
- Gustav-Adolf-Gedenkkirche Meuchen
- Dorfkirche Pörsten
- Marienkirche (Zorbau)
- Marien-Magdalenen-Kirche (Naumburg)
- Stadtkirche St. Wenzel (Naumburg)
- St. Peter und Paul (Naumburg)
- Othmarskirche (Naumburg)
- Lutherkirche (Bad Kösen)
- Kloster St. Georg (Naumburg)
- St. Marien (Weißenfels)
- Kloster Sankt Claren
- St. Georg (Untergreißlau)
- St. Marien (Leißling)
- Dorfkirche Markwerben
- Dorfkirche Schkortleben
- Zeitzer Dom
- Dorfkirche Klosterhäseler, Orgel von Wilhelm Heerwagen (1871)
- St. Martin (Memleben)
- Zisterzienserabtei Pforta
- Dorfkirche Rehehausen
- Dorfkirche Eulau
- St. Lucia (Flemmingen)
- St. Bartholomäi (Droyßig)
- Schlosskirche Heuckewalde
- St. Marien (Freyburg)
- St. Marien (Laucha an der Unstrut)
- St. Martin (Mertendorf)
- Dorfkirche Goldschau
- Sankt-Petri-Kirche (Stößen)
- Dorfkirche Wethau
- Kloster Zscheiplitz mit Klosterkirche

## Gedenkstätten
- Denkmal für General von Helldorf in Hohenmölsen
- Kriegerdenkmal Granschütz
- Nietzsche-Gedenkstätte Röcken
- Gustav-Adolf-Denkmal (Lützen)
- Hessen-Homburg-Denkmal (Großgörschen)
- Kriegerdenkmal Zorbau
- Kriegerdenkmal Naumburg
- Kriegerdenkmal Tultewitz (Deutsch-Französischer Krieg)
- Kriegerdenkmal Hassenhausen
- Kriegerdenkmal Kleinheringen
- Kriegerdenkmal Roßbach
- Gedenkstein Teuchern
- Kriegerdenkmal Langendorf
- Kriegerdenkmal Leißling
- Kriegerdenkmal Markwerben
- Kriegerdenkmal Kahlwinkel
- Kriegerdenkmal Saubach (Amtsanteil)
- Kriegerdenkmal Saubach (Gerichtsanteil)
- Kriegerdenkmal Schellbach
- Kriegerdenkmal Lonzig
- Kriegerdenkmal Mertendorf
- Kriegerdenkmal Roda

## Museen und Ausstellungen
- Die Ausstellungen des Stadtmuseums Naumburg befinden sich an fünf Standorten im Bereich der Innenstadt sowie im Ortsteil Großjena.
- Nietzsche-Haus (Naumburg (Saale))
- Romanisches Haus (Bad Kösen)
- In der ehemaligen Schule in Deuben befindet sich ein Bergbaumuseum.
- Heinrich-Schütz-Haus (Weißenfels)
- Deutsche Kinderwagenmuseum (Zeitz)
- In der Heimatstube (Schulstraße 9) wird über die Geschichte des Dorfes und vor allem über die Entwicklung der Braunkohlengewinnung und -veredlung berichtet. (Theißen)
- Orgelbaumuseum Klosterhäseler
- Friedrich-Ludwig-Jahn-Museum Freyburg (Unstrut)
- Glockenmuseum Laucha
- Heimatmuseum Nebra

## Naturparks und -schutzgebiete
- Mondsee (Sachsen-Anhalt)
- Grubengelände Nordfeld Jaucha
- Treben (Wüstung)
- Naturpark Saale-Unstrut-Triasland

## Rad- und Wanderwege
- Elster-Radweg
- Saale-Unstrut-Elster-Radacht
- Saaleradweg
- Unstrut-Radweg

## Stadttore und Befestigungsanlagen
- Marientor (Naumburg)
- Salztor (Naumburg)
- Kreisgrabenanlage von Goseck

## Theater
- Theater Naumburg
- Reichskrone (Naumburg)

## Veranstaltungen
Feste:
- Heinrich-Schütz-Musikfest (WSF)
- Traditioneller Hohenmölser Herbst- und Mittelaltermarkt, sowie das Mölser Festival der Spielleute jährlich am ersten Freitag im September
- Naumburger Hussiten-Kirschfest
- Gosecker Schlosskonzerte
- Auf der Burg Schönburg findet alljährlich das Musikfest „Schönburger Herbst“ statt
- Zorbauer Festanger

## Zoos und Tiergärten
- Heimatnaturgarten Weißenfels
- Erlebnistierpark Memleben[1]

## Sonstiges
- Tagebau Profen
- Rathaus Hohenmölsen
- Industriekraftwerk Wählitz
- Ägidienkurie (Naumburg (Saale))
- Rathaus Naumburg (Saale)
- Gradierwerk Bad Kösen mit einer Länge von 325 Metern
- Berghotel Wilhelmsburg
- Turmwindmühle Tultewitz
- Geleitshaus Weißenfels
- Friedhofskapelle (Weißenfels)
- Bismarckturm (Weißenfels)
- Bergerturm
- Windmühle Wengelsdorf (Turmholländer)
- Rathaus Zeitz
- Sektkellerei Rotkäppchen (Freyburg)
- Wasserturm in Gleina
- Wasserturm in Hohenmölsen
- Mittelberg (Nebra)
- Besucherzentrum Arche Nebra
- Oeblitzschleuse Schönburg (Saale)
- Stadthalle Weißenfels
- Uta von Naumburg
- Schusterjunge von Weißenfels